# Johan Adam Cronstedt

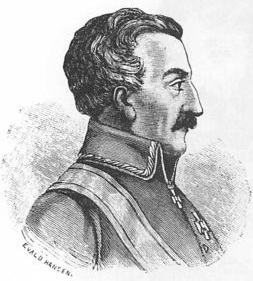
Johan Adam Cronstedt

Conde Johan Adam Cronstedt (12 de novembro de 1749 - 21 de fevereiro de 1836) foi um tenente-general sueco e governador do condado de Östergötland. Ele se juntou aos 14 anos e participou da Guerra Russo-Sueca (1788-90), mas é mais notável por sua participação na Guerra Finlandesa de 1808-09 e seu comando da Brigada Savo.